# 洛氏鼻魚
洛氏鼻魚，俗名剝皮仔、打鐵婆，於1923年由出生於挪威的美國魚類學家阿爾伯特·威廉·赫爾首次正式描述，其模式產地為菲律賓馬尼拉灣西南部的Ambil島，為輻鰭魚綱鱸形目刺尾魚亞目刺尾魚科的其中一個種，分布於西太平洋區，從日本本州至澳洲大堡礁、新喀里多尼亞海域，棲息深度6-20公尺，本魚體呈長橢圓形且側扁，整體顏色為灰色，上半身和尾鰭上有密集的黑色斑點，背鰭硬棘5枚、背鰭軟條27-30枚、臀鰭硬棘2枚、臀鰭軟條26-30枚，體長可達60公分，棲息在外海礁坡，單獨或成群活動，以藻類、櫛水母和甲殼類動物為食，可做為食用魚及觀賞魚。

## 擴展閱讀
維基物種上的相關：洛氏鼻魚